# ATP-toernooi van Saint-Vincent
Het ATP-toernooi van Saint-Vincent (ook bekend als het Campionati Internazionali Della Valle D'Aosta) is een voormalig tennistoernooi uit de Grand Prix-reeks, dat van 1986 tot en met 1989 plaatsvond op de outdoor gravelbanen in de Noord-Italiaanse stad Saint-Vincent. Het toernooi ging in 1990 verder onder de naam ATP-toernooi van San Remo in de gelijknamige plaats.

## Finales

### Enkelspel
| Jaar | Winnaar         | Runner-up             | Score         |
| ---- | --------------- | --------------------- | ------------- |
| 1986 | Simone Colombo  | Paul McNamee          | 2–6, 6–3, 7–6 |
| 1987 | Pedro Rebolledo | Francesco Cancellotti | 7–6, 4–6, 6–3 |
| 1988 | Kent Carlsson   | Thierry Champion      | 6–0, 6–2      |
| 1989 | Franco Davín    | Juan Aguilera         | 6–2, 6–2      |

### Dubbelspel
| Jaar | Winnaars                           | Runners-up                           | Score         |
| ---- | ---------------------------------- | ------------------------------------ | ------------- |
| 1986 | Libor Pimek Pavel Složil           | Charles Bud Cox Michael Fancutt      | 6–3, 6–3      |
| 1987 | Charles Bud Cox Michael Fancutt    | Massimo Cierro Alessandro De Minicis | 6–3, 6–4      |
| 1988 | Alberto Mancini Christian Miniussi | Paolo Canè Balázs Taróczy            | 6–4, 5–7, 6–3 |
| 1989 | Josef Čihák Cyril Suk              | Massimo Cierro Alessandro De Minicis | 6–4, 6–2      |

ITF-toernooien (mannen en vrouwen)

ATP-toernooien (mannen) – ATP-seizoen 2025

WTA-toernooien (vrouwen) – WTA-seizoen 2025

Voormalige toernooien mannen
Voormalige toernooien vrouwen
Voormalige amateurtoernooien